# لوثر الكسندر جونسون
لوثر الكسندر جونسون (بالإنجليزية: Luther Alexander Johnson)‏ هو قاضي ومحامي وسياسي أمريكي، ولد في 29 أكتوبر 1875 في كورسيكانا في الولايات المتحدة، وتوفي بنفس المكان في 6 يونيو 1965. حزبياً، نشط في الحزب الديمقراطي. وقد انتخب عضو مجلس النواب الأمريكي.